# The Fates of the Apostles
The Fates of the Apostles (« Le Sort des apôtres ») est un poème en vieil anglais de 122 vers qui figure dans le Livre de Verceil.
Ce martyrologe des Douze Apôtres est le plus court des quatre poèmes attribués au poète Cynewulf, dont le nom est épelé par des runes insérées à l'intérieur du texte.

## Résumé
The Fates of the Apostles est un martyrologe des Douze Apôtres qui énumère leurs noms et les circonstances de leurs décès en martyrs, après une brève introduction dans laquelle le poète s'exprime à la première personne (vers 1-8).
- Pierre et Paul sont exécutés à Rome sur ordre de l'empereur Néron (vers 9-15).
- André est crucifié en Achaïe sur ordre du préfet Ægias (vers 16-21).
- Jean meurt après avoir prêché à Éphèse (vers 22-33).
- Jacques est tué en Judée sur ordre du roi Hérode (vers 33-37).
- Philippe, parti évangéliser l'Asie, est exécuté à Hiérapolis (vers 37-41).
- Barthélemy est mis à mort à Albanum, en Inde, sur ordre du païen Astryages (vers 42-49).
- Thomas, qui s'est rendu dans une autre région d'Inde, est tué après avoir ramené à la vie Gad, le frère du roi local (vers 50-62).
- Matthieu, parti évangéliser les Éthiopiens, est tué sur ordre de leur roi Irtacus (vers 63-69).
- Jacques est tué à coups de gourdin devant les prêtres de Jérusalem (vers 70-74).
- Enfin, Simon et Thaddée trouvent la mort le même jour en Perse (vers 75-84).

Après cette énumération, le poète invite son lectorat à prier les apôtres pour lui, se décrivant comme au bord de la mort (vers 88-95 et 107-114). Il présente son identité sous la forme d'une énigme (vers 96-106) et conclut son propos par une louange du Créateur (vers 115-122).

## Codicologie

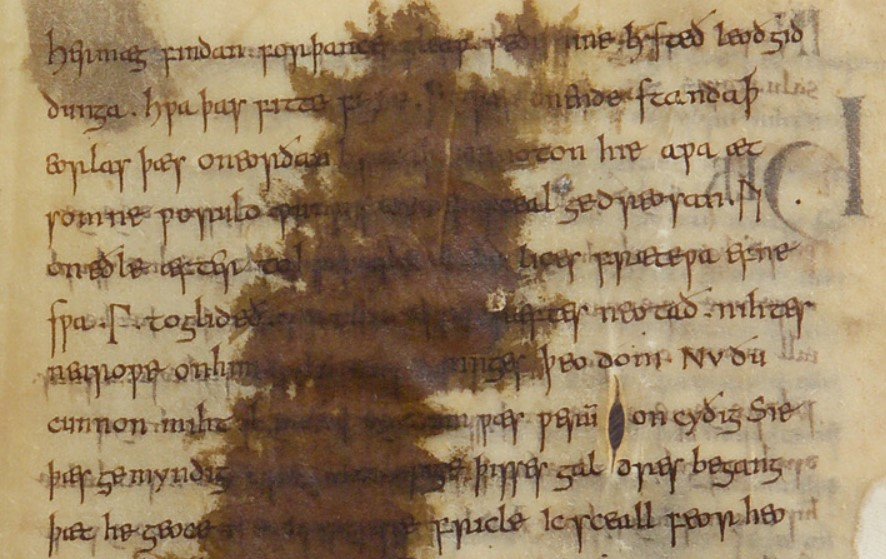
Le haut du folio 54r, avec la signature runique de Cynewulf.

L'unique version connue de The Fates of the Apostles figure dans le Livre de Verceil, un manuscrit rédigé vers la fin du Xe siècle qui constitue l'un des quatre grands recueils de poésie vieil-anglaise. Le poème est rédigé de manière continue, sans retour à la ligne à la fin de chaque vers, ce qui est la présentation habituelle de la poésie vieil-anglaise.
Au sein de ce manuscrit, le poème débute au milieu du folio 52v, juste après Andreas, avec un hwæt en lettres capitales dont la première lettre, qui était visiblement censée être une majuscule enluminée, est absente. Dans son édition du Livre de Verceil, Celia Sisam note qu'un H enluminé apparaît au folio 49r, soit au beau milieu d'Andreas. Elle suggère que le scribe a pu se tromper et dessiner au mauvais endroit la lettre enluminée qui aurait dû ouvrir The Fates of the Apostles.
La fin du poème, au milieu du folio 54r, est indiquée par le mot latin finit en petites capitales. Le reste de la page est vierge, le texte suivant du recueil (une homélie en prose) commençant sur la page suivante. Cette page, comme une trentaine d'autres pages du Livre de Verceil, présente une grande tache marron qui rend une partie du texte difficile à déchiffrer. Ces taches ont été causées par un chercheur allemand du XIXe siècle, le docteur C. Maier, qui a appliqué un réactif à base de teinture de galle sur plusieurs pages pour faire réapparaître des caractères effacés en vue de réaliser une transcription du texte.
La signature runique de Cynewulf se trouve sur la dernière page. Les sept runes, en partie masquées par la tache, épèlent son nom dans le désordre et sans la lettre E : ᚠ (F), ᚹ (W), ᚢ (U), ᛚ (L), ᚳ (C), ᚣ (Y) et ᚾ (N). Dans le contexte du poème, elles doivent être lues comme leur nom et pas comme de simples lettres : la première représente le mot « richesses » (feoh), la deuxième « joie » (wynn), et ainsi de suite.

## Sources
La question des sources de The Fates of the Apostles a beaucoup attiré l'attention des chercheurs, car elle est susceptible de permettre de dater ce poème et son auteur. Parmi ses sources potentielles, on trouve le martyrologe d'Usuard, celui d'Adon de Vienne ou celui de Florus de Lyon. Cependant, ni l'ordre dans lequel les apôtres sont présentés dans le poème, ni les informations les concernant que Cynewulf choisit d'inclure ne permettent d'affirmer qu'il s'est basé spécifiquement sur l'un de ces textes.

### Éditions
- (en) Kenneth R. Brooks (éd.), Andreas and The Fates of the Apostles, Oxford, Clarendon Press, 1961.
- (en) George Philip Krapp (éd.), Andreas and The Fates of the Apostles : Two Anglo-Saxon Narrative Poems, Boston, Ginn & Co., 1906.
- (en) George Philip Krapp (éd.), The Vercelli Book, New York, Columbia University Press, coll. « The Anglo-Saxon Poetic Records », 1932 (OCLC 635743).
- (en) Celia Sisam (éd.), The Vercelli Book : A Late Tenth-Century Manuscript Containing Prose and Verse (Vercelli Bibliotheca Capitolare CXVII), Rosenkilde and Bagger, coll. « Early English Manuscripts in Facsimile » (no 19), 1976.

### Analyses
- (en) Marc C. Amodio, The Anglo-Saxon Literature Handbook, Chichester, Wiley-Blackwell, 2014 (ISBN 978-0-631-22698-7).
- (en) Alfred Bammesberger, « The Opening lines of Cynewulf's Poem: The Fates of the Apostles », Notes and Queries, vol. 67, no 4,‎ décembre 2020, p. 461-464 (DOI 10.1093/notesj/gjaa159).
- (en) Oliver Bock, « C. Maier's Use of a Reagent in the Vercelli Book », The Library, vol. 16, no 3,‎ septembre 2015, p. 249-281 (DOI 10.1093/library/16.3.249, lire en ligne).
- (en) James L. Boren, « Form and Meaning in Cynewulf's Fates of the Apostles », dans Robert E. Bjork (éd.), The Cynewulf Reader, New York & Londres, Routledge, 2001 (ISBN 0-415-93754-X), p. 57-65. Première parution dans Papers on Language and Literature, vol. 5, no 2 (printemps 1969), p. 115-122.
- (en) J. E. Cross, « Cynewulf's Traditions About the Apostles in The Fates of the Apostles », dans Robert E. Bjork (éd.), The Cynewulf Reader, New York & Londres, Routledge, 2001 (ISBN 0-415-93754-X), p. 79-93. Première parution dans Anglo-Saxon England, vol. 8 (1979), p. 163-175.
- (en) Ralph W. V. Elliott, « Cynewulf's Runes in Juliana and The Fates of the Apostles », dans Robert E. Bjork (éd.), The Cynewulf Reader, New York & Londres, Routledge, 2001 (ISBN 0-415-93754-X), p. 293-307. Première parution dans English Studies, vol. 34 (1953), p. 193-205.
- (en) Constance B. Hieatt, « The Fates of the Apostles : Imagery, Structure, and Meaning », dans Robert E. Bjork (éd.), The Cynewulf Reader, New York & Londres, Routledge, 2001 (ISBN 0-415-93754-X), p. 67-77. Première parution dans Papers on Language and Literature, vol. 10, no 2 (printemps 1974), p. 115-125.
- (en) Nicole Marafioti, « The Siðgeomor Speaker and his Sources, in Cynewulf's The Fates of the Apostles », Notes and Queries, vol. 55, no 2,‎ juin 2008, p. 119-122 (DOI 10.1093/notesj/gjn038).
- (en) John M. McCulloh, « Did Cynewulf use a martyrology? Reconsidering the sources of The Fates of the Apostles », Anglo-Saxon England, vol. 29,‎ 2000, p. 67-83 (DOI 10.1017/S0263675100002416).